# Li Jingjing
Li Jingjing (n. 15 iunie 1994) este o canotoare ce a reprezentat Republica Populară Chineză, medaliată olimpică. A participat la o ediție a Jocurilor Olimpice (2020) în care a câștigat o medalie de bronz.

## Participări
Lista de mai jos prezintă principalele competiții la care a participat Li Jingjing de-a lungul carierei.
- Canotaj la Jocurile Olimpice de vară din 2020 - Opt rame cu cârmaci feminin[2]